# 민해경 제3집
민해경 제3집은 대한민국의 가수 민해경의 1982년 발매한 세 번째 정규앨범이다. 박건호가 프로듀서로 참여한 앨범이다.
이 앨범은 1983년 3월 태양음반에서 민해경 3집으로 , 같은해 9월 지구레코드에서 민해경3집으로 출시되었다.
1982년 음반中 11번 곡은 "그언제 오려나"로 1983년 음반中 2번 곡 제목이 "그대는 나그네[LA가요제 대상 및 최우수가창상 수상]"으로 표시되었으나 제목만 바뀌었을뿐 같은 곡이다.

## 앨범의 특징
전곡의 작사를 박건호가, 작곡을 이범희가 디렉팅한 앨범.
"깊어지거라"는 박건호가 작사한 1,000번째 곡이다.

## 트랙 리스트
| #   | 제목                                | 작사   | 작곡   | 편곡 | 재생 시간 |
| --- | ----------------------------------- | ------ | ------ | ---- | --------- |
| 1.  | 〈깊어지거라〉                      | 박건호 | 이범희 | 2:57 |           |
| 2.  | 〈80년대의 연인들 (에어로빅 리듬)〉 | 박건호 | 이범희 | 3:38 |           |
| 3.  | 〈그대는 또...〉                    | 박건호 | 이범희 | 3:23 |           |
| 4.  | 〈서기 2000년 (에어로빅 리듬)〉     | 박건호 | 외국곡 | 3:31 |           |
| 5.  | 〈내 마음 행복해라〉                | 박건호 | 외국곡 | 3:00 |           |
| 6.  | 〈사랑의 절정〉                     | 박건호 | 외국곡 | 4:08 |           |
| 7.  | 〈슬픈 약속〉                       | 박건호 | 이범희 | 3:40 |           |
| 8.  | 〈잎새 없는 나무〉                  | 박건호 | 이범희 | 3:20 |           |
| 9.  | 〈6월의 장미〉                      | 박찬성 | 이범희 | 3:08 |           |
| 10. | 〈누구의 노래일까〉                 | 박건호 | 이범희 | 4:03 |           |
| 11. | 〈그 언제 오려나〉                  | 박건호 | 이범희 | 3:38 |           |
| 12. | 〈잎새 없는 나무 (경음악)〉         | 박건호 | 이범희 | 3:20 |           |

## 같이 보기
- 민해경 디스코그래피